# Daemonorops cristata
Daemonorops cristata är en enhjärtbladig växtart som beskrevs av Odoardo Beccari. Daemonorops cristata ingår i släktet Daemonorops och familjen Arecaceae. Inga underarter finns listade i Catalogue of Life.